# Spojené státy americké na Zimních olympijských hrách 2010
Spojené státy americké na Zimních olympijských hrách 2010 reprezentovalo 212 sportovců (120 mužů a 92 žen) v 15 sportech.

## Medailisté
| Medaile | Jméno | Sport                | Disciplína                            |
| ------- | --- | -------------------- | ------------------------------------- |
| Zlato   | Hannah Kearneyová | Akrobatické lyžování | Ženy boule                            |
| Zlato   | Seth Wescott | Snowboarding         | Muži snowboard cross                  |
| Zlato   | Shani Davis | Rychlobruslení       | Muži 1 000 m                          |
| Zlato   | Lindsey Vonnová | Alpské lyžování      | Ženy sjezd                            |
| Zlato   | Shaun White | Snowboarding         | Muži U-rampa                          |
| Zlato   | Evan Lysacek | Krasobruslení        | Muži jeednotlivci                     |
| Zlato   | Bode Miller | Alpské lyžování      | Muži kombinace                        |
| Zlato   | Bill Demong | Severská kombinace   | Jednotlivci (velký můstek + 10 km)    |
| Zlato   | Steven Holcomb Steve Mesler Curtis Tomasevicz Justin Olsen | Boby                 | Čtyřbob                               |
| Stříbro | Apolo Ohno | Short track          | Muži 1500 m                           |
| Stříbro | Johnny Spillane | Severská kombinace   | Jednotlivci (střední můstek + 10 km)  |
| Stříbro | Julia Mancusová | Alpské lyžování      | Ženy sjezd                            |
| Stříbro | Julia Mancusová | Alpské lyžování      | Ženy kombinace                        |
| Stříbro | Hannah Teterová | Snowboarding         | Ženy U-rampa                          |
| Stříbro | Bode Miller | Alpské lyžování      | Muži Super-G                          |
| Stříbro | Shani Davis | Rychlobruslení       | Muži 1 500 m                          |
| Stříbro | Meryl Davisová Charlie White | Krasobruslení        | Taneční páry                          |
| Stříbro | Brett Camerota Todd Lodwick Bill Demong Johnny Spillane | Severská kombinace   | Družstvo mužů (velký můstek + 4x5 km) |
| Stříbro | Johnny Spillane | Severská kombinace   | Jednotlivci (velký můstek + 10 km)    |
| Stříbro | Kacey Bellamy Caitlin Cahow Lisa Chesson Julie Chu Natalie Darwitz Meghan Duggan Molly Engstrom Hilary Knight Jocelyne Lamoureux Monique Lamoureux Erika Lawler Gisele Marvin Brianne McLaughlin Jenny Potter Angela Ruggiero Molly Schaus Kelli Stack Karen Thatcher Jessie Vetter Kerry Weiland Jinelle Zaugg-Siergiej | Lední hokej          | Turnaj žen                            |
| Stříbro | Jeret Peterson | Akrobatické lyžování | Muži akrobatické skoky                |
| Stříbro | Katherine Reutter | Short track          | Ženy 1 000 m                          |
| Stříbro | Chad Hedrick Brian Hansen Jonathan Kuck Trevor Marsicano | Rychlobruslení       | Družstvo mužů stíhací závod           |
| Stříbro | David Backes Dustin Brown Ryan Callahan Chris Drury Tim Gleason Erik Johnson Jack Johnson Patrick Kane Ryan Kesler Phil Kessel Jamie Langenbrunner Ryan Malone Ryan Miller Brooks Orpik Zach Parise Joe Pavelski Jonathan Quick Brian Rafalski Bobby Ryan Paul Stastny Ryan Suter Tim Thomas Ryan Whitney                | Lední hokej          | Turnaj mužů                           |
| Bronz   | Shannon Bahrkeová | Akrobatické lyžování | Ženy boule                            |
| Bronz   | J. R. Celski | Short track          | Muži 1 500 m                          |
| Bronz   | Bryon Wilson | Akrobatické lyžování | Muži boule                            |
| Bronz   | Bode Miller | Alpské lyžování      | Muži sjezd                            |
| Bronz   | Chad Hedrick | Rychlobruslení       | Muži 1 000 m                          |
| Bronz   | Scott Lago | Snowboarding         | Muži U-rampa                          |
| Bronz   | Kelly Clarková | Snowboarding         | Ženy U-rampa                          |
| Bronz   | Andrew Weibrecht | Alpské lyžování      | Muži Super-G                          |
| Bronz   | Lindsey Vonnová | Alpské lyžování      | Ženy Super-G                          |
| Bronz   | Apolo Ohno | Short track          | Muži 1 000 m                          |
| Bronz   | Allison Baver Alyson Dudek Lana Gehring Katherine Reutter Kimberly Derrick | Short track          | Ženy štafeta 3 000 m                  |
| Bronz   | Erin Pacová Elana Meyersová | Boby                 | Ženy dvojbob                          |
| Bronz   | J. R. Celski Simon Cho Travis Jayner Apolo Ohno Jordan Malone | Short track          | Muži štafeta 5 000 m                  |